# Circuito de Snetterton
O Circuito de Snetterton é um autódromo localizado em Norfolk, Inglaterra, no Reino Unido, o local originalmente era uma base aérea da Real Força Aérea construída em 1943, começou a receber corridas em 1953, em 2005 teve seu traçado alterado.